# Pseudopedina
Pseudopedina is een geslacht van uitgestorven zee-egels uit de familie Pedinidae.

## Soorten
- Pseudopedina atlantis Lambert, 1931 †